# 川島一成
川島 一成（かわしま いっせい）は、日本の演歌歌手。出身は千葉県香取市（旧佐原市）。
「潮来の宿」でビクターレコードよりデビュー。現在まで数々の新曲を出す。

## 経歴
- 昭和57年 「帰ってこいよ」の作詞家平山忠男に認められ、作曲家・ギターリストで知られる木村好夫に師事。芸名も「川島一成」と命名される。
- 昭和58年04月 NHKオーディション合格。「潮来の宿」でビクターレコードよりデビュー。
- 昭和60年04月 「ふたり舟」「男の終着駅」発売。レコード売上5万枚達成。「ヒット賞」受賞。
- 昭和63年04月 テイチクレコードに移籍。「ひとりぼっちの東京」「よしきりの故里」発売。
- 平成03年05月 デビュー10周年記念曲「恋ながれ」「涙の岬」発売。
- 平成04年05月 「雪蛍」「みなと町慕情」発売。
- 平成06年04月 「さみだれ」「紅炎歌」発売。
- 平成08年 バップレコード移籍。「おんなの祈り」「薄化粧」発売。
- 平成10年09月 「潮来の宿」「泣きぼくろ」発売。
- 平成13年03月 「演歌酒」「北の時計台」発売。
- 平成15年02月 星野哲郎作詞家生活50周年記念曲「島唄」C/W「みれん深川おんな川」発売。
- 平成11年11月 横浜の男/海鳴りの酒場（30周年記念先駆け発売11月1日に発売）